# Metal Gear (spelserie)
Metal Gear (japanska: メタルギア Hepburn: Metaru Gia?) är en actionspelsserie som huvudsakligen är skapad av Hideo Kojima.
Seriens huvudperson är agenten Solid Snake, en ensamvarg som i och med Metal Gear Solid försetts med ishockeyfrisyr och raspig stämma. Ett återkommande element i serien är olika versioner av en jättelik stridsrobot kallad Metal Gear.

## Karaktärer

### Otacon
Dr. Hal Emmerich, även känd som "Otacon", är en karaktär som först dök upp i Metal Gear Solid. Han är en datorhackare och designer till Metal Gear Rex. Efter en incident där Solid Snake räddade honom från Gray Fox har han varit rådgivare och medhjälpare till Snake genom alla spel som kommit ut. Christopher Randolph står för hans engelskspråkiga röst.

### Liquid Snake
Liquid Snake är en av antagonisterna i Metal Gear Solid.
Liquid Snake föddes i USA 1972 och är, som sin "tvillingbror" Solid Snake, en genetisk kopia av elitsoldaten Big Boss. Strax efter födseln flyttades han till England. Tidigt under Liquids liv tränades han till en soldat och han gick med i SAS (Special Air Service) redan som 17-åring. Liquid tjänade även den engelska underrättelsetjänsten SIS som en "sleeperagent" i Mellanöstern. Under ett uppdrag tillfångatogs han av irakiska soldater men räddades av USA:s regering 1994. Väl i USA gick han med i elitstyrkan FOXHOUND, som Solid Snake själv varit med i, och år 2000 blev senare ledare över styrkan. Fem år senare, skulle han leda enhetens berömda revolt på ön Shadow Moses, Alaska
Med sin geniala begåvning (180 IQ) och sin extremt hårda och avancerade träning sågs han nästan som en "supermänniska". Han talar även sju språk, och arabiska är nästan hans modersmål. Liquid blev skapad i det genetiska projektet kallat "Les Enfants Terribles" där generna från Big Boss användes för att skapa nästa generationens soldater. Han trodde sig innehava de sämsta generna (vilket man i Metal Gear Solid får reda på att fallet är det motsatta) av honom och Solid, vilket fick honom att se Solid som sin största fiende. Liquid och Solid Snake kämpade mot varandra i Metal Gear Solid och just då Liquid i slutet av spelet var till att skjuta Solid dog han av det genetiska viruset, FoxDie...
I Metal Gear Solid 2: Sons of Liberty återvänder han i Ocelots arm. Ocelot förlorade armen i föregående spelet, och likaså som sin far The Sorrow, i Metal Gear Solid 3: Snake Eater, kan han kontakta de döda. På sätt lever Liquid vidare inuti Ocelot, men brukar oftast träda fram i sinnet när Solid Snake är i närheten. Ocelot får ett utbrott när Liquid träder fram i honom, och ögonen, blodådrorna och rösten ändras.
I Metal Gear Solid 4: Guns of the Patriots, har han tagit över Ocelot helt, och kallas nu Liquid Ocelot.

### Revolver Ocelot
Revolver Ocelot är en av Snakes motståndare och medlem i FOXHOUND. Han är en återkommande figur i uppföljarna till Metal Gear Solid. I spelet i samma kategori - Metal Gear Solid 3: Subsistence är han en otroligt skicklig major i den ryska enheten Spetznaz. Han kallar sig 'Ocelot' efter det utrotningshotade djuret ozeloten (Leopardus pardalis) eftersom en ozelot aldrig låter sitt byte komma undan. Han förföljer huvudkaraktären 'Snake' genom hela spelet för att utmana honom på duell. På namnet hörs att han använder sig av revolvrar, men inte förrän han möter Snake för andra gången.

### Vamp
Vamp är en mystisk vampyrgestalt från Metal Gear Solid 2. Han är medlem i den fiktiva terroristgruppen Dead Cell. Vamp har förmågor som en vanlig människa inte har. Då Raiden möter Vamp, använder vamp sina förmågor som att kunna gå på vattenytan, hoppa i luften och röra sig snabbt. Vamp dödar Otacons syster Emma Emmerich. I Metal Gear Solid 4: Guns Of The Patriots får man reda på att det är Naomi som har skapat Vamp.

## Mottagande
| Spel                                     | GameRankings                                        | Metacritic                          |
| Metal Gear Solid                         | (PS1) 93.24% (GC) 85.58% (PC) 84.22%                | (PS1) 94 (GC) 85 (PC) 83            |
| Metal Gear Solid: VR Missions            | (PS) 70.64%                                         | -                                   |
| Metal Gear: Ghost Babel                  | (GBC) 95.61%                                        | -                                   |
| Metal Gear Solid 2: Sons of Liberty      | (PS2) 95.09%                                        | (PS2) 96                            |
| Metal Gear Solid 2: Substance            | (Xbox) 86.66% (PS2) 85.81% (PC) 82.00%              | (Xbox) 87 (PS2) 87 (PC) 77          |
| Metal Gear Solid 3: Snake Eater          | (PS2) 91.77% (3DS) 77.74%                           | (PS2) 91 (3DS) 78                   |
| Metal Gear Solid 3: Subsistence          | (PS2) 92.97%                                        | (PS2) 94                            |
| Metal Gear Acid                          | (PSP) 76.70%                                        | (PSP) 75                            |
| Metal Gear Acid 2                        | (PSP) 79.66%                                        | (PSP) 80                            |
| Metal Gear Solid: Digital Graphic Novel  | (PSP) 76.88%                                        | (PSP) 78                            |
| Metal Gear Solid: Portable Ops           | (PSP) 86.95%                                        | (PSP) 87                            |
| Metal Gear Solid: Portable Ops Plus      | (PSP) 64.67%                                        | (PSP) 65                            |
| Metal Gear Solid 4: Guns of the Patriots | (PS3) 93.53%                                        | (PS3) 94                            |
| Metal Gear Solid: Peace Walker           | (PSP) 88.98%                                        | (PSP) 89                            |
| Metal Gear Solid HD Collection           | (PS3) 90.14% (X360) 89.81% (Vita) 83.43%            | (X360) 90 (PS3) 89 (Vita) 81        |
| Metal Gear Rising: Revengeance           | (PC) 83.55% (X360) 82.56% (PS3) 80.42%              | (PC) 83 (X360) 82 (PS3) 80          |
| Metal Gear Solid V: Ground Zeroes        | (PC) 82.00% (PS4) 75.23% (PS3) 73.57% (XONE) 72.50% | (PC) 80 (XONE) 76 (PS4) 75 (PS3) 66 |
| Metal Gear Solid V: The Phantom Pain     | (PC) 93.17% (PS4) 91.53% (XONE) 90.50%              | (XONE) 96% (PC) 94% (PS4) 93%       |

Metal Gear-serien har nått stora framgångar inom spelmediet, och har sedan mars 2015 sålts i 41,2 miljoner exemplar. Metal Gear Solid 2: Sons of Liberty shipped over 7 million copies worldwide, Över hela världen skeppades Metal Gear Solid 2: Sons of Liberty i över 7 miljoner exemplar, och följs i försäljning av Metal Gear Solid med över sex miljoner och Metal Gear Solid 4 med fem miljoner exemplar. Enligt Chart-Track var Metal Gear Solid 4: Guns of the Patriots det näst snabbast säljande PS3-spelet i Storbritannien efter Grand Theft Auto IV. PlayStation Portable-spelen fick lägre försäljning, men det har analyserats att detta var på grund av den låga konsolförsäljningen när spelen släpptes.